# 谢拜什真·道尔玛
谢拜什真·道尔玛（匈牙利語：Sebestyén Dalma，1997年1月23日—）生于塞克什白堡，是一名匈牙利女子游泳运动员，曾就读于体育大学（Testnevelési Egyetem）。她在四岁时受哥哥的影响开始接触游泳。她起初是Hullám '91俱乐部的成员，2016年11月，她宣布离开Hullám '91，转而加入杰尔游泳俱乐部。